# NGC 81
NGC 81 este o galaxie lenticulară situată în constelația Andromeda, membră a grupului NGC 80. A fost descoperită în 15 noiembrie 1873 de către astronomul britanic Ralph Copeland.